# Juillet 2019
Juillet 2019 est le 7e mois de l'année 2019.

## Climat
Il s'agit du mois le plus chaud de l'histoire jusqu'alors jamais enregistré dans le monde. Selon les calculs du World Weather Attribution, la température du mois de juillet est supérieure de 1,5 à 3 °C à ce qu'elle aurait été sans le changement climatique.

### Europe
Du 22 juillet au 1er août, une canicule frappe l'Europe, de nombreux records nationaux de température tous mois confondus sont battus dans plusieurs pays européens et des records absolus sont battus dans l'Ouest et le Nord de la France.

#### France
La canicule de fin juin se poursuit jusqu'au 8 juillet dans le Sud-Est. Les températures redeviennent plus proches des normales durant quelques jours avant un 2e épisode de canicule du 21 au 26 juillet. La nuit du 25 juillet est la plus douce jamais enregistrée en France et la journée du 25 juillet est la plus chaude à égalité avec le 5 août 2003. Ce jour, de nombreux records sont battus notamment à Paris avec 42,6 °C qui bat son record de 1947. Sur l'ensemble du mois la température est de 2,2 °C aux dessus de la normale.
Hormis quelques orages et à la suite de la canicule, il n'a quasiment pas plu sur le pays. En revanche, en Corse le mois de juillet a été le plus arrosé. En moyenne le déficit est de 30 %.
Le mois de juillet a été très bien ensoleillé. Dans le nord-ouest on a même battu des records tandis qu'en Corse l'ensoleillement a été déficitaire. En moyenne sur le pays l'ensoleillement est de 30 % supérieur à la normale,.

## Évènements
- 1er juillet : 
  - début de la présidence finlandaise du Conseil de l'Union européenne.
  - le Japon a annoncé restreindre les exportations de produits chimiques essentiels au secteur des semi-conducteurs sud-coréen.
- 2 juillet : éclipse solaire totale visible au Chili et en Argentine ;
- 3 juillet : l’eurodéputé du Parti démocrate italien David Sassoli est élu président du Parlement européen[5].
- 7 juillet : élections législatives en Grèce ; Kyriákos Mitsotákis est nommé Premier ministre le 8.
- 13 juillet :
  - le télescope spatial Spektr-RG est lancé depuis le cosmodrome de Baïkonour ;
  - l'ouragan Barry touche la côte de la Louisiane et fait d'importants dégâts par inondations.
- 16 juillet :
  - éclipse partielle de Lune ;
  - Ursula von der Leyen est élue présidente de la Commission européenne par la nouvelle législature du Parlement européen pour entrer en fonction en novembre, elle sera la première femme à ce poste.
- 18 juillet : l'incendie criminel de Kyoto Animation (Japon) fait au moins 34 morts.
- 19 juillet :
  - le Premier ministre kosovar Ramush Haradinaj démissionne car il est convoqué par un tribunal spécial de La Haye en tant que suspect de crimes de guerre, qu'il aurait commis lorsqu'il était dirigeant de l'Armée de libération du Kosovo[6].
  - l'Algérie remporte la Coupe d'Afrique des nations de football en Égypte, face à la Sénégal.
- 21 juillet :
  - élections à la Chambre des conseillers au Japon ;
  - élections législatives en Ukraine.
- 23 juillet : l'ancien président gambien Yahya Jammeh est accusé d'avoir commandité le meurtre du journaliste et opposant Deyda Hydara en 2004.
- 24 juillet : Boris Johnson est nommé Premier ministre du Royaume-Uni, au lendemain de son élection comme chef du Parti conservateur.
- 25 juillet :
  - le président tunisien Béji Caïd Essebsi meurt des suites de son malaise du mois dernier, Mohamed Ennaceur le remplace par intérim, l'élection présidentielle prévue pour novembre est avancée au 15 septembre ;
  - le naufrage d'une embarcation de migrants partie de Libye fait au moins 110 disparus en mer Méditerranée.
- 27 juillet : aux Philippines, deux séismes dans la province de Batanes font huit morts[7].
- 29 juillet : au Brésil, la mutinerie du Centre de redressement régional d'Altamira fait 57 morts.